# يان كواست
يان كواست (بالألمانية: Jan Quast)‏ (مواليد 9 يناير 1970) هو ملاكم ألماني، مثّل بلاده في الألعاب الأولمبية الصيفية 1992.

## روابط خارجية
جان كواست على موقع أوليمبيديا (الإنجليزية)